# Eriastrum filifolium
Eriastrum filifolium är en blågullsväxtart som först beskrevs av Thomas Nuttall, och fick sitt nu gällande namn av Woot. och Standl. Eriastrum filifolium ingår i släktet Eriastrum och familjen blågullsväxter. Inga underarter finns listade i Catalogue of Life.